# 함양 하륜부조묘 고문서 일괄
함양 하륜부조묘 고문서 일괄(咸陽 河崙不祧廟 古文書 一括)은 대한민국 경상남도 함양군에 있는 조선시대의 고문서 일괄이다.
2009년 3월 5일 경상남도의 유형문화재 제481호 함양도천리하륜부조묘소장삼공신회맹록등고문서일괄로 지정되었다가, 2018년 12월 20일 현재의 명칭으로 변경되었다.

## 개요
회맹록(會盟錄)의 크기는 108.5×81cm이고, 유리가 없는 액자 형태로 보관되고 있다. 태종이 즉위한 뒤 조선왕조 개창에 공이 있는 開國功臣과 제1, 2차 왕자의 난에서 공이 있는 定社·佐命功臣들을 모아, 여러 神에게 제례를 지내고 공신들과 그 후손들을 잘 보살펴주겠다는 서약을 한 문서로, 한 장의 목판본 문서로 되어 있다. 상단에 왕의 祝文이 새겨져 있고(“維歲次甲申(1404)十一月己亥朔十六日甲寅 朝鮮國王臣李 謹率開國·定社·佐命功臣等 敢昭告于皇天上帝·宗廟·社稷·山川百神之靈 伏以國之有君---”), 하단에는 이 행사에 참여한 공신의 명단이 새겨져 있다. 축문 말미에 ‘國王臣李芳遠’이란 글이 안에 새겨져 있다. 만들어진 시기는 정확하게 알 수 없으나 조선 전기 어느 시기에 만들어진 것 같다. 마모되어 보이지 않는 일부 부분은 후대에 붓으로 가필한 흔적이 있다. 문서의 제목은 없지만, 다른 자료를 참조해 임시로 ‘회맹록’이라 하였다.(원칙적으로는 ‘三功臣會盟錄’이라 해야 함)
명단에는 모두 66명의 공신들이 적혀 있는데, 河崙(1347-1416)이 5번째로 기록되고 있다.(여러 大君, 君 및 金士衡 다음) 하륜은 1차 왕자의 난 때 李芳遠을 적극적으로 지지하여 정종 때 정사공신이 되고, 태종이 즉위하자 좌명공신에 책록되었으며, 태종의 총애를 받아 영의정까지 이르렀다. 호는 浩亭이고 시호는 文忠이다.
입안(立案, 乾隆 39년 5월 일)은 영조 50년(1774) 예조에서 河漢通에게 내리는 繼後立案으로, 위의 ｢회맹록｣과 마찬가지로 액자 형태로 보관되어 있다. 크기는 76×106cm이다. 태종 때의 공신인 문충공 河崙의 후사가 증손 河厚 때 가서 끊어지자, 영조 때 진주와 함양의 방손들이 의논하여 그의 후사를 이을 인물을 문충공 從玄孫 목사 河禹治의 9세손 河漢通으로 정하고, 진주 河應淸, 함양 河봉(金鳳) 등 문중의 대표자들이 이를 관아·감영·예조를 거쳐 왕에게 上言하여 왕의 ‘立後’ 허가를 받고 예조의 입안도 받은 것이다.
｢會盟錄｣은 藏書閣 소장의 ꡔ會盟籙ꡕ과 같은 편제를 취하고 있지만, 전자는 문서 형태로 되어 있고 후자는 책자인 것이 서로 다르다. 장서각에는 ꡔ會盟籙ꡕ 이외에 ꡔ太宗大王會盟錄ꡕ(8장)이란 책자가 있는데, 내용은 같으나 글자 배치에서 다르게 나타난다. ‘太宗大王’이란 글자가 앞에 붙어 있는 것이나 각 부분의 머리에 ‘御製祝文’ ‘太宗大王會盟諸賢錄’이라는 제목이 붙어 있는 것으로 보아 후대에 다시 만들어진 것으로 보인다. 경북지역에도 ｢회맹록｣이 경북 유형문화재 305호(필사본 문서, ‘金英烈佐命功臣敎書’와 함께), 309호(‘三功臣會盟錄’ 목판본 문서)로 지정되어 있다.
이후에도 새로운 사건들이 전개되면서 여러 왕대에서 회맹록은 계속 만들어진다. ｢十九功臣會盟錄｣(광해군), ｢十七功臣會盟錄｣(인조), ｢十九功臣會盟錄｣(인조), ｢二十一功臣會盟錄｣(영조) 등이 여러 곳에 소장되어 있다.
본 ｢회맹록｣은 제작시기를 정확하게 알 수 없으나, 조선 전기의 것으로 전국적으로 많이 남아 있지 않은 희귀한 자료이며 ｢立案｣은 조선 후기의 자료로서 後嗣 문제를 논하는 것이므로 성격이 다른 것이다.

## 참고 문헌
- 함양 하륜부조묘 고문서 일괄 - 국가유산청 국가유산포털